# Йоанис Колетис
Йоанис Колетис (на гръцки: Ιωάννης Κωλέττης) е гръцки революционер и политик. Активен участник в Гръцката война за независимост, той командва войските на румелиотите по време на Гражданската война, а след създаването на Кралство Гърция на два пъти е министър-председател.

## Биография
Йоани Колети е по произход арумънин.
Колети произхожда от заможно семейство и е родом от село Сирако. Учи медицина в няколко университета в Италия, включително и в Пиза, където се присъединява към тайното общество на карбонарите.
Заместник-председател на Народното събрание, което обявява в Епидавър на 27 януари 1822 г. – декларация за гръцката независимост.
Влиза в сблъсък с политиката на Августин Каподистрия и успява със серия процедурни хватки и маневри да спечели властта в страната посредством петчленен административен комитет на Гърция от април 1832 г. (в който е решителна опозиция), прераснал по-късно в седемчленен такъв, в който обаче неговите хора вече имат мнозинство и налагат своите виждания.
Георги Раковски търси в Гърция по онова време именно Колетис за логистика на своите общобалкански планове за освобождение

## Идеята на Колетис
Изнася реч в гръцкото национално събрание от 14 януари 1844 г., с която дава отглас на израза „мегали идея“. В тази реч е споменат като потърпевш от новата гръцка политика Хаджи Христо Българин, председател на Трако-славяно-български комитет. В основата на вътрешнополитическия конфликт е оземляването на етерохтонистите, като се замисля даването на земя в Акарнания на българи, албанци, сулиоти и власи през 1843 г.
Йоани Колети умира на 31 август 1847 г.